# ローリン・S・スタージョン
ローリン・S・スタージョン（Rollin S. Sturgeon, 1877年8月25日 - 1961年5月10日）は、アメリカ合衆国の映画監督、脚本家である。本名ローリン・サマーズ・スタージョン（Rollin Summers Sturgeon）、クレジット上はR・S・スタージョン（R. S. Sturgeon）、 ローリン・スタージョン（Rollin Sturgeon）と表記されることもあり、存命・活動当時、日本には後者の表記で紹介された。

## 人物・来歴
1877年（明治10年）8月25日、イリノイ州ロックアイランドに生まれる。
満33歳を迎える1910年（明治43年）、ヴァイタグラフ・カンパニー・オヴ・アメリカ（ヴァイタグラフ・スタジオ）が製作したJ・スチュアート・ブラックトン監督の3巻ものの短編映画 Uncle Tom's Cabin の脚本に参加したのが、もっとも古い記録である。1912年（大正元年）9月25日、満35歳のときに、14歳年少の女優エドナ・フィッシャーと結婚する。
1917年（大正6年）、ミューチュアル・フィルムに移籍する。さらに1918年（大正7年）、ユニヴァーサル・フィルム・マニュファクチュアリング・カンパニー（現在のユニバーサル・ピクチャーズ）に移籍、同社子会社・ブルーバード映画で、モンロー・ソールズベリーを主演に『強者の威力』を監督、同作は日本でも公開されている。
1922年（大正11年）からはユニヴァーサルを離れ、フェイマス・プレイヤー＝ラスキンで2作を監督する。1924年（大正13年）2月2日に公開された Daughters of Today を監督したのを最後に、満46歳で映画界を引退した。
1961年（昭和36年）5月10日、カリフォルニア州ロサンゼルス郡サンタモニカで死去した。満83歳没。

## おもなフィルモグラフィ
特筆のないものは監督作である。
- Uncle Tom's Cabin : 監督J・スチュアート・ブラックトン、1910年 - 脚本
- A Little Lad in Dixie : 主演ケネス・ケイシー、1911年
- The Trapper's Daughter : 主演ハリー・T・モーレイ、1911年
- A Western Heroine : 主演モーリス・コステロ、1911年
- Her Cowboy Lover : 主演エディス・ストーレイ、1911年
- The Half-Breed's Daughter : 主演イーグル・アイ、1911年
- The Black Chasm : 主演トム・パワーズ、1911年
- The Heart of a Man : 主演トム・パワーズ、1912年
- Justice of the Desert : 主演不明、1912年
- How States Are Made : 主演フレッド・バーンズ、1912年
- The Price of Big Bob's Silence : 主演チャールズ・ベネット、1912年
- The Craven : 主演ロバート・ソーンビー、1912年
- Sheriff Jim's Last Shot : 主演不明、1912年
- The Greater Love : 主演ロバート・ソーンビー、1912年
- The Redemption of Ben Farland : 主演フレッド・バーンズ、1912年
- The Triumph of Right : 主演ジョージ・スタンレー、1912年
- The Prayers of Manuelo : 主演ジョージ・スタンレー、1912年
- Her Brother : 主演アン・シェファー、1912年
- At the End of the Trail : 主演ジョージ・スタンレー、1912年
- After Many Years : 主演ロバート・ソーンビー、1912年
- The Redemption of Red Rube : 主演ロバート・ソーンビー、1912年
- Too Much Wooing of Handsome Dan : 主演ジョージ・スタンレー、1912年
- The Ancient Bow : 主演ロバート・ソーンビー、1912年
- A Wasted Sacrifice : 主演ロバート・ソーンビー、1912年
- The Road to Yesterday; or, Memories of Patio Days : 主演ジョージ・スタンレー、1912年
- The Troubled Trail : 主演ジョージ・スタンレー、1912年
- Bill Wilson's Gal : 主演フレッド・バーンズ、1912年 - 監督・脚本
- When California Was Young : 主演アール・ウィリアムス、1912年
- The Spirit of the Range : 主演フレッド・バーンズ、1912年
- Out of the Shadows : 主演アン・シェファー、1912年
- Timid May : 主演メアリー・チャールソン、1912年
- Omens of the Mesa : 主演ロバート・ソーンビー、1912年
- Natoosa : 主演メアリー・チャールソン、1912年
- The Hat : 主演メアリー・チャールソン、1912年
- A Bit of Blue Ribbon : 主演メアリー・チャールソン、1913年
- The Angel of the Desert : 主演メジャー・J・A・マクガイア、1913年
- The Winning Hand : 主演ボブ・バーンズ、1913年
- The Joke on Howling Wolf : 主演イーグル・アイ、1913年
- The Smoke from Lone Bill's Cabin : 主演ジョージ・スタンレー、1913年
- The Whispered Word : 主演ロバート・ソーンビー、1913年
- Polly at the Ranch : 主演フレッド・バーンズ、1913年
- A Corner in Crooks : 主演ロバート・ソーンビー、1913年
- When the Desert Was Kind : 主演ロバート・ソーンビー、1913年
- The Deceivers : 主演メアリー・チャールソン、1913年
- According to Advice : 主演不明、1913年
- A Matter of Matrimony : 主演チャールズ・ベネット、1913年
- The Two Brothers : 主演チャールズ・ベネット、1913年
- Bedelia Becomes a Lady : 主演メアリー・チャールソン、1913年
- The Transition : 監督不明、主演チャールズ・ベネット、1913年 - 脚本
- After the Honeymoon : 主演ロバート・ソーンビー、1913年 - 「R・S・スタージョン」名義
- The Power That Rules : 主演ジョージ・スタンレー、1913年
- Cinders : 主演ジョージ・スタンレー、1913年
- The Sea Maiden : 主演メアリー・チャールソン、1913年
- The Wrong Pair : 主演パトリシア・パーマー、1913年
- What God Hath Joined Together : 主演ジョージ・スタンレー、1913年
- The Spell : 主演エドウィン・オーガスト、1913年
- The Courage of the Commonplace : 主演エドウィン・オーガスト、1913年
- At the Sign of the Lost Angel : 主演アン・シェファー、1913年
- Their Interest in Common : 主演マートル・ゴンザレス、1914年
- Silent Trails : 主演エドウィン・オーガスト、1914年
- Tony, the Greaser : 主演ジョージ・クーパー、1914年 - 監督・脚本
- The Sea Gull : 主演マートル・ゴンザレス、1914年
- Captain Alvarez : 主演ウィリアム・デズモンド・テイラー、1914年
- Only a Sister : 監督ユリシーズ・デイヴィス、1914年 - 原作
- The Little Angel of Canyon Creek : 主演ガートルード・ショート、1914年
- The Sage-Brush Gal : 主演メアリー・ルビー、1914年
- The Chalice of Courage : 主演ウィリアム・ダンカン、1915年
- A Child of the North : 主演パトリシア・パーマー、1915年
- The Lorelei Madonna : 主演ジョージ・スタンレー、1915年
- The Woman's Share : 主演ジョージ・ホルト、1915年
- Love and Law : 主演アン・ドリュー、1915年
- Bitter Sweet : 主演ウェブスター・キャンベル、1916年 - ジャック・コンウェイと共同で監督
- Bill Peter's Kid : 主演メアリー・チャールソン、1916年
- 『神国と其女』 God's Country and the Woman : 主演ウィリアム・ダンカン、1916年
- 『神威』 Through the Wall : 主演ジョージ・ホルト、1916年
- The Mystery of Lake Lethe : 主演ウェブスター・キャンベル、1917年
- The American Consul : 主演セオドア・ロバーツ、1917年 - 「ローリン・スタージョン」名義
- 『悪魔の囁き』 Whose Wife? : 主演ゲイル・ケイン、1917年
- Edged Tools : 主演ゲイル・ケイン、1917年
- The Upper Crust : 主演ゲイル・ケイン、1917年 - 「ローリン・スタージョン」名義
- The Rainbow Girl : 主演ジュリエット・デイ、1917年
- The Calendar Girl : 主演ジュリエット・デイ、1917年
- Betty and the Buccaneers : 主演ジュリエット・デイ、1917年
- 『老船長の娘』（別題『女案内者』） A Petticoat Pilot : 主演ジュリエット・デイ、1918年
- The Shuttle : 主演ヴィヴィアン・マーティン、1918年
- Unclaimed Goods : 主演コンスタンス・タルマッジ、1918年
- 『強者の威力』 Hugon, the Mighty : 主演モンロー・ソールズベリー、1918年
- 『運命』 Destiny : 主演ドロシー・フィリップス、1919年
- 『新生』（別題『気味悪き女』） Pretty Smooth : 主演プリシラ・ディーン、1919年 - 「ローリン・スタージョン」名義
- 『落日の山道』 The Sundown Trail : 主演モンロー・ソールズベリー、1919年
- 『雨中の娘』 The Girl in the Rain : 主演アン・コーンウォール、1920年 - 「ローリン・スタージョン」名義
- 『神々の呼吸』 The Breath of the Gods : 主演青木鶴子、1920年 - 「ローリン・スタージョン」名義
- 『胡蝶を追ふて』 In Folly's Trail : 主演カーメル・マイヤーズ、1920年 - 「ローリン・スタージョン」名義
- 『金色の夢』 The Gilded Dream : 主演カーメル・マイヤーズ、1920年
- 『悪夢より醒めて』 Risky Business : 主演フレッド・アンドリュース、1920年
- 『無謀な結婚』 The Mad Marriage : 主演カーメル・マイヤーズ、1921年
- 『乱闘の果』（別題『オール・ドールド・アップ』） All Dolled Up : 主演グラディス・ウォルトン、1921年
- 『嵐の前』 Danger Ahead : 主演メアリー・フィルビン、1921年
- 『黎明の大河』 North of the Rio Grande : 主演ジャック・ホルト、1922年
- 『水塔の西』 West of the Water Tower : 主演グレン・ハンター、1923年 - 「ローリン・スタージョン」名義
- Daughters of Today : 主演パッツィ・ルース・ミラー、1924年

## 関連事項
- ロック・アイランド (イリノイ州)（en:Rock Island, Illinois）
- ヴァイタグラフ・スタジオ　（en:Vitagraph Studios）
- チャールズ・ベネット (俳優) （en:Charles Bennett (actor)）
- ミューチュアル・フィルム （en:Mutual Film）
- フェイマス・プレイヤー＝ラスキン （en:Famous Players-Lasky）

## 註
1. 1 2 3 4 5 6 7 8 9 10  Rollin S. Sturgeon, Internet Movie Database （英語）, 2010年5月17日閲覧。
2. ↑  ローリン・スタージョン、キネマ旬報映画データベース、2010年5月17日閲覧。
3. ↑  ローリン・スタージョン、allcinema ONLINE、2010年5月17日閲覧。
4. ↑  『ブルーバード映画の記録』 : 製作・著・発行山中十志雄・塚田嘉信、1984年4月、p.60-63.